# 22/11 1963
22/11 1963, originaltitel 11/22/63, är en roman från 2011 av Stephen King. Boken handlar om Jake Epping som åker tillbaka i tiden för att försöka stoppa mordet på John F. Kennedy. Boken har släppts som tv-serie med namnet 11.22.63 på plattformen Hulu 2016.